# Ostropolscy herbu Nałęcz

herb Nałęcz

Ostropolscy – polski ród szlachecki pieczętujący się herbem Nałęcz, którego pochodzenie dotychczas nie zostało gruntownie zbadane. Być może nazwisko Ostropolski jest nazwiskiem odmiejscowym i pochodzi od miejscowości Ostropol (obecnie na terytorium Ukrainy).
Najwcześniejsza znana wzmianka pochodzi z 1653 r., w którym to niejacy Jan i Anna Ostropolscy prowadzili sprawę w
Trybunale Lubelskim.
W 1697 r. Tomasz Ostropolski z województwem podlaskiem podpisał elekcyę - niewątpliwie - wybór Augusta II.
W zaborze austriackim wylegitymował się ze szlachectwa Mikołaj Ostropolski, który w 1782 r., w Halickim Sądzie Ziemskim udowdnił prawo do herbu Nałęcz.
Do drugiej wojny światowej istniały w Galicji co najmniej trzy linie rodu: w Obertynie, w Tłumaczu i w Tłustem. Ich potomkowie w 1945 r. zostali przesiedleni na tzw. "Ziemie Odzyskane".